# Dendrobium lamii
Dendrobium lamii är en orkidéart som beskrevs av Johannes Jacobus Smith. Dendrobium lamii ingår i släktet Dendrobium, och familjen orkidéer. Inga underarter finns listade i Catalogue of Life.